# Миракулин
Миракулин — гликопротеин, извлекаемый из Synsepalum dulcificum; натуральный подсластитель. Ягода, содержащая активные полифенолы, впервые описана открывателем шевалье Рейно де Марше (chevalier des Marchais), который искал различные фрукты в экспедиции 1725 года по Западной Африке.
Миракулин сам по себе не сладкий. После связывания миракулина с рецепторами сладкого вкуса на языке, кислые продукты (например, лимоны) ощущаются как сладкие. Этот эффект может длиться до часа. Вкусовые качества горькой пищи не изменяет.
Название миракулин происходит от англ. miracle — чудо. Вещество было названо в честь магического фрукта японским профессором Кэндзо Курихирой (яп. 栗原 堅三), который выделил его в 1968 году.

### Замечание
Аналогичные вещества типа белка миракулина, модифицирующего вкус, содержат листья зизифуса настоящего.